# Xestospongia testudinaria
Éponge baril
Espèce
Xestospongia testudinaria, appelée communément éponge baril ou éponge en tonneau, est une espèce d'éponges de la classe des démosponges, de l'ordre des Haplosclerida et de la famille des Petrosiidae.

## Description
C'est une grande éponge pouvant atteindre plus de 2 mètres de haut, dont la forme évoque un baril. Elle vit dans les eaux chaudes du Pacifique-Est, sur les récifs coralliens, de 2 à 50 mètres de profondeur.
Il existe un autre type de démosponge du même genre appelé Xestospongia muta, assez similaire à Xestospongia testudinaria mais vivant dans la mer des Antilles.